# Хлорид фосфора(III)
Хлори́д фо́сфора(III) PCl3 — химическое соединение фосфора и хлора. Является наиболее важным из трёх известных хлоридов фосфора; ценное химическое сырьё для производства разнообразных фосфорсодержащих органических соединений.

## Получение
Мировое производство превышает 300 тысяч тонн в год. Трихлорид фосфора получают в промышленных масштабах путем реакции хлора с белым фосфором. В процессе реакции PCl3 удаляется по мере его образования, чтобы избежать образования пентахлорида фосфора. Реакцию проводят в специальных камерах, часто используя растворитель (обычно это уже полученный трихлорид фосфора). Также можно использовать красный фосфор, но для реакции потребуется большое нагревание ≈ 80°С.
{\displaystyle {\ce {P4 + 6Cl2 -> 4PCl3}}}

## Физические свойства
При нормальных условиях трихлорид фосфора — бесцветная или слегка желтоватая (из-за воздействия хлора), дымящая во влажной среде жидкость с резким неприятным запахом, напомищающим запах соляной кислоты. Обладает слезоточивыми свойствами. Не воспламеняется. Вязкость 0,65 сП при 0 °С; 0,438 сП при 50 °C, что достаточно вязко.

## Химические свойства
Фосфор в PCl3 находится в степени окисления +3, а хлор — в степени −1. Многие из свойств соединения обусловлены именно этими обстоятельствами. В присутствии воды — дымит и разлагается на фосфористую кислоту и соляную кислоту.
{\displaystyle {\mathsf {PCl_{3}+3H_{2}O\rightarrow H_{3}PO_{3}+3HCl}}}
PCl3 — базовый продукт для других производных фосфора, получаемых из него при окислении до пентахлорида (PCl5), тиофосфорилхлорида (PSCl3) или оксихлорида (POCl3). Например производство хлорокиси фосфора:
{\displaystyle {\ce {2PCl3 + O2 ->[t] 2POCl3}}}
Синтез проводят при температуре 50-60°С, постепенно растворяя кислород в хлориде фосфора (lll). Эта реакция также непроизвольно проходит и без нагревания. Для того чтобы предотвратить окисление трихлорида,его хранят в бескислородной среде(или в среде с повышенным содержанием азота).
Если пропустить электрический разряд через смесь пара PCl3 и газообразного водорода, образуется редкий сложный хлорид фосфора с формулой P2Cl4.
Вступает в окислительно-восстановительные реакции:
{\displaystyle {\ce {3PCl3 + 2CrO3 -> 3POCl3 + Cr2O3}}}
{\displaystyle {\ce {3PCl3 + SO2 -> 2POCl3 + PSCl3}}}
{\displaystyle {\ce {PCl3 + Cl2 -> PCl5}}}
Последняя реакция обратима и проходит лучше при катализаторе.
Известно большое число сходных реакций замещения, в том числе и с органическими веществами — спиртами и фенолами:
{\displaystyle {\mathsf {3C_{6}H_{5}OH+PCl_{3}\rightarrow (C_{6}H_{5}O)_{3}P+3HCl}}}
При указанной реакции образуется трифенилфосфин. Это один из способов его промышленного производства.
Спирты реагируют сходным образом:
{\displaystyle {\mathsf {PCl_{3}+3C_{2}H_{5}OH+3R_{3}N\rightarrow (C_{2}H_{5}O)_{3}P+3[R_{3}NH]Cl}}}
{\displaystyle {\mathsf {PCl_{3}+3C_{2}H_{5}OH\rightarrow 3C_{2}H_{5}Cl+H_{3}PO_{3}}}}
Наличие неподелённой электронной пары у атомов фосфора обуславливает способность трихлорида проявлять донорные свойства, образуя электронейтральные комплексы, например, [Ni(PCl3)4].
По химической природе трихлорид фосфора является хлорангидридом фосфористой кислоты. Взаимодействие со щелочами образует две соли:
{\displaystyle {\mathsf {PCl_{3}+5NaOH\rightarrow Na_{2}HPO_{3}+3NaCl+2H_{2}O}}}

## Использование
Основное применение имеет в химической промышленности. Из трихлорида фосфора изготавливается большое количество фосфорсодержащих реагентов. Наиболее важными из них являются: пентахлорид фосфора, хлорокись фосфора, трихлорид тиофосфорила, трифенилфосфин, фосфониевая кислота и др.
Используется для производства пестицидов, пластификаторов, красителей и средств для отделки текстиля. Имеет применение в нефтехимии (как присадок к бензину). Раньше активно использовался в производстве полупроводников.

## Безопасность
Этот химикат очень едкий и токсичный; он может вызвать смерть или необратимые ранения. Контакт с жидкостью вызывает сильное раздражение кожи, глаз и слизистых оболочек, а сам материал является раздражителем при оральном и ингаляционном воздействии. ПДК в США составляет 0,5 ppm (OSHA).